# 쿠르노 모형
쿠르노 모형(Cournot competition)은 경제학자 쿠르노(A. Cournot)가 주창한 과점 모형으로, 시장에 두 개의 기업이 있는 경우(복점)를 분석하는 모형이다.

## 기본 가정

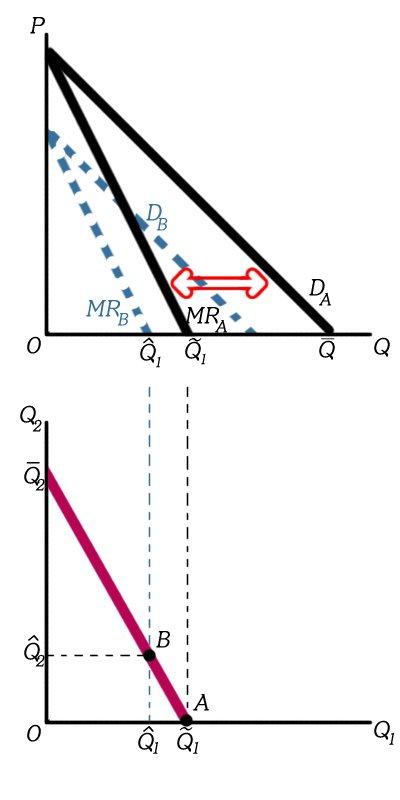
반응곡선

쿠르노 모형에서의 기업은 현재 상대 기업의 산출량을 그대로 유지할 것이라는 가정 하에(Zero Conjectural Variation), 자신의 행동을 선택한다. 이 점이 쿠르노 모형의 가장 중요한 특징인데, 이런 면에서 본다면 두 기업 모두 추종자(follower)로 행동한다는 것을 의미한다.
이를 수식으로 다음과 같이 표현할 수 있다.
{\displaystyle \forall _{i,j}}　{\displaystyle CV_{q}={\Delta Q_{j} \over \Delta Q_{i}}=0}
(단, {\displaystyle i\neq j}, {\displaystyle CV}는 추측되는 산출량의 변화, {\displaystyle Q}는 산출량)

## 반응곡선

### 의미
반응곡선이란 상대방의 행동에 대해 자신의 최적대응을 나타내는 곡선을 의미한다. 쿠르노 모형에서는 상대방의 산출량이 주어졌다는 가정 하에, 자신의 이윤이 극대화되는 대응점들을 이은 곡선을 의미한다.

### 도출
어떤 시장의 전체 수요곡선이 오른쪽 그림에 있는 {\displaystyle D_{A}} 로 주어져 있다고 가정한다. 만약 기업 2가 아무것도 생산하지 않는다면, 기업 1은 이 시장의 독점자의 위치에서 산출량을 결정하게 될 것이다. 따라서 {\displaystyle D_{A}} 곡선에 상응하는 한계수입곡선({\displaystyle MR_{A}})을 찾아, 이것이 수평축({\displaystyle Q_{2}=0})과 교차하는 점에서 이윤극대화가 달성될 것이다.
만약 기업 2가 0이 아니고 {\displaystyle {\hat {Q_{2}}}} 만큼 산출량을 정했다면, 기업 1은 전체 시장수요에서 {\displaystyle {\hat {Q_{2}}}}를 뺀 만큼 시장수요곡선({\displaystyle D_{A}} )을 이동시킬 것이다({\displaystyle D_{B}} ). 그리고 기업 1은 이제 {\displaystyle D_{B}} 에 상응하는 한계수입곡선 {\displaystyle MR_{B}}를 도출하여 새로운 이윤극대화 산출량을 구한다.
위에서 살펴본 것처럼 기업 2에 대한 기업 1의 최적 대응은 점 A, B로 대표될 수 있는데, 이를 이어서 만든 곡선이 반응곡선이다.
기업 2의 반응곡선도 같은 방법으로 그릴 수 있는데, 이 둘은 축만 바뀌고 같은 모양을 하고 있음을 알 수 있다.

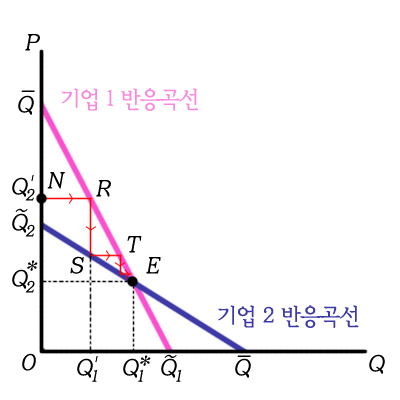
쿠르노 균형(E)

## 쿠르노 균형
오른쪽 그림에서와 같이 두 기업의 반응곡선은 E점에서 교차하게 된다. 빨간색 화살표들은 균형이 아닌 상태에서 어떤 조정을 거쳐 균형에 도달하는 지를 보여주는 것이다.

## 관련 지식
- 독점
- 과점
- 슈타켈베르크 모형
- 베르트랑 모형
- 굴절수요곡선 모형

## 같이 보기
- 베르트랑 모형
- 게임 이론
- 호텔링의 법칙
- 내시 균형
- 슈타켈베르크 모형
- 가격지도제

## 참고 문헌
- 임봉욱, 《예제와 함께하는 미시경제학》 (제3판), 박영사 449~462쪽